# Burret
Burret ist eine französische Gemeinde mit 44 Einwohnern (Stand: 1. Januar 2022) im Département Ariège in der Region Okzitanien. Sie gehört zum Arrondissement Foix und ist Mitglied im Gemeindeverband L’Agglo Foix-Varilhes. Die Bewohner werden Burretois und Burretoises genannt.

## Geografie

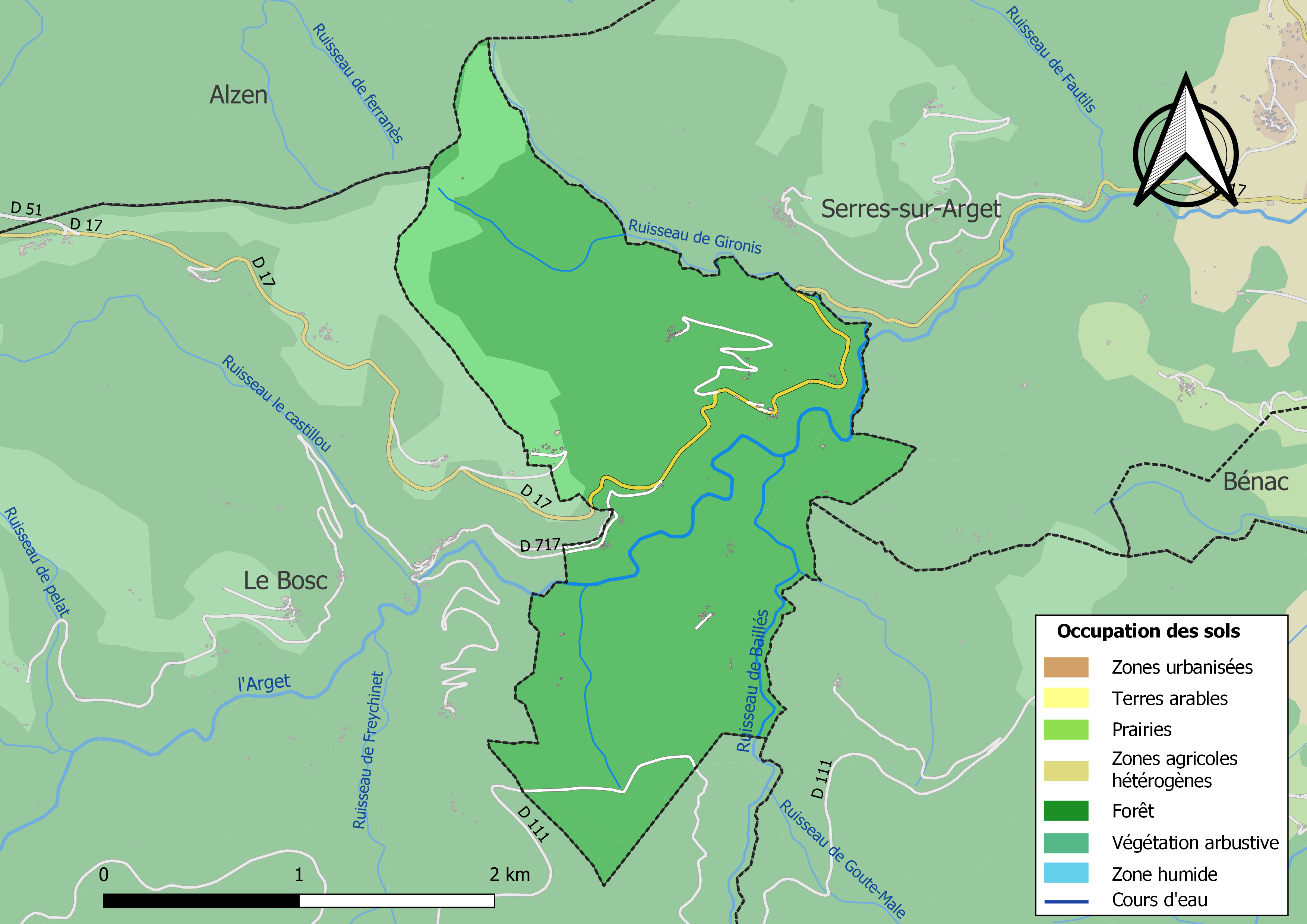
Bodennutzung und Infrastruktur der Gemeinde

Die Gemeinde ist historisch und kulturell Teil des Pays de Foix und liegt etwa zehn Kilometer westlich von Foix in einem gebirgigen Gelände auf etwa 700 m Höhe. Sie ist einem Gebirgsklima ausgesetzt und wird vom Fluss Arget, dem Ruisseau de Baillés und von verschiedenen anderen kleinen Bächen entwässert. Das Gemeindegebiet ist Teil des Regionalen Naturpark Pyrénées Ariégeoises und von drei ZNIEFF-Naturzonen. Fast die gesamte Gemeindefläche ist bewaldet.
Die Gemeinde grenzt im Nordwesten an Alzen, im Norden und Nordosten an Serres-sur-Arget, im Südosten an Ariège und im Süden und Südwesten an Le Bosc.

## Geschichte
Die Gemeinde wurde 1833 durch Auslösung des Territoriums aus der Gemeinde Le Bosc gegründet.

## Bevölkerungsentwicklung
| Burret: Einwohnerzahlen von 1836 bis 2021                                                                                  | Burret: Einwohnerzahlen von 1836 bis 2021 | Burret: Einwohnerzahlen von 1836 bis 2021 | Burret: Einwohnerzahlen von 1836 bis 2021 | Burret: Einwohnerzahlen von 1836 bis 2021 |
| --- | ----------------------------------------- | ----------------------------------------- | ----------------------------------------- | ----------------------------------------- |
| Jahr |                                           |                                           |                                           | Einwohner                                 |
| 1836 | 1836                                      |                                           | 504                                       | 504                                       |
| 1841 | 1841                                      |                                           | 525                                       | 525                                       |
| 1846 | 1846                                      |                                           | 522                                       | 522                                       |
| 1851 | 1851                                      |                                           | 532                                       | 532                                       |
| 1856 | 1856                                      |                                           | 466                                       | 466                                       |
| 1861 | 1861                                      |                                           | 480                                       | 480                                       |
| 1866 | 1866                                      |                                           | 494                                       | 494                                       |
| 1872 | 1872                                      |                                           | 447                                       | 447                                       |
| 1876 | 1876                                      |                                           | 442                                       | 442                                       |
| 1881 | 1881                                      |                                           | 431                                       | 431                                       |
| 1886 | 1886                                      |                                           | 431                                       | 431                                       |
| 1891 | 1891                                      |                                           | 431                                       | 431                                       |
| 1896 | 1896                                      |                                           | 441                                       | 441                                       |
| 1901 | 1901                                      |                                           | 418                                       | 418                                       |
| 1906 | 1906                                      |                                           | 415                                       | 415                                       |
| 1911 | 1911                                      |                                           | 414                                       | 414                                       |
| 1921 | 1921                                      |                                           | 303                                       | 303                                       |
| 1926 | 1926                                      |                                           | 263                                       | 263                                       |
| 1931 | 1931                                      |                                           | 204                                       | 204                                       |
| 1936 | 1936                                      |                                           | 156                                       | 156                                       |
| 1946 | 1946                                      |                                           | 115                                       | 115                                       |
| 1954 | 1954                                      |                                           | 49                                        | 49                                        |
| 1962 | 1962                                      |                                           | 26                                        | 26                                        |
| 1968 | 1968                                      |                                           | 16                                        | 16                                        |
| 1975 | 1975                                      |                                           | 12                                        | 12                                        |
| 1982 | 1982                                      |                                           | 31                                        | 31                                        |
| 1990 | 1990                                      |                                           | 18                                        | 18                                        |
| 1999 | 1999                                      |                                           | 22                                        | 22                                        |
| 2006 | 2006                                      |                                           | 36                                        | 36                                        |
| 2013 | 2013                                      |                                           | 42                                        | 42                                        |
| 2021 | 2021                                      |                                           | 44                                        | 44                                        |
| Quelle(n): EHESS/Cassini bis 1999, INSEE ab 2006 Anmerkung(en): Ab 1962 offizielle Zahlen ohne Einwohner mit Zweitwohnsitz |                                           |                                           |                                           |                                           |

## Sehenswürdigkeiten
- Kirche Saint-Joseph
- Drei Wassermühlen, teilweise zerfallen. Die Wassermühle La Laurède ist funktionsfähig und zu besichtigen.

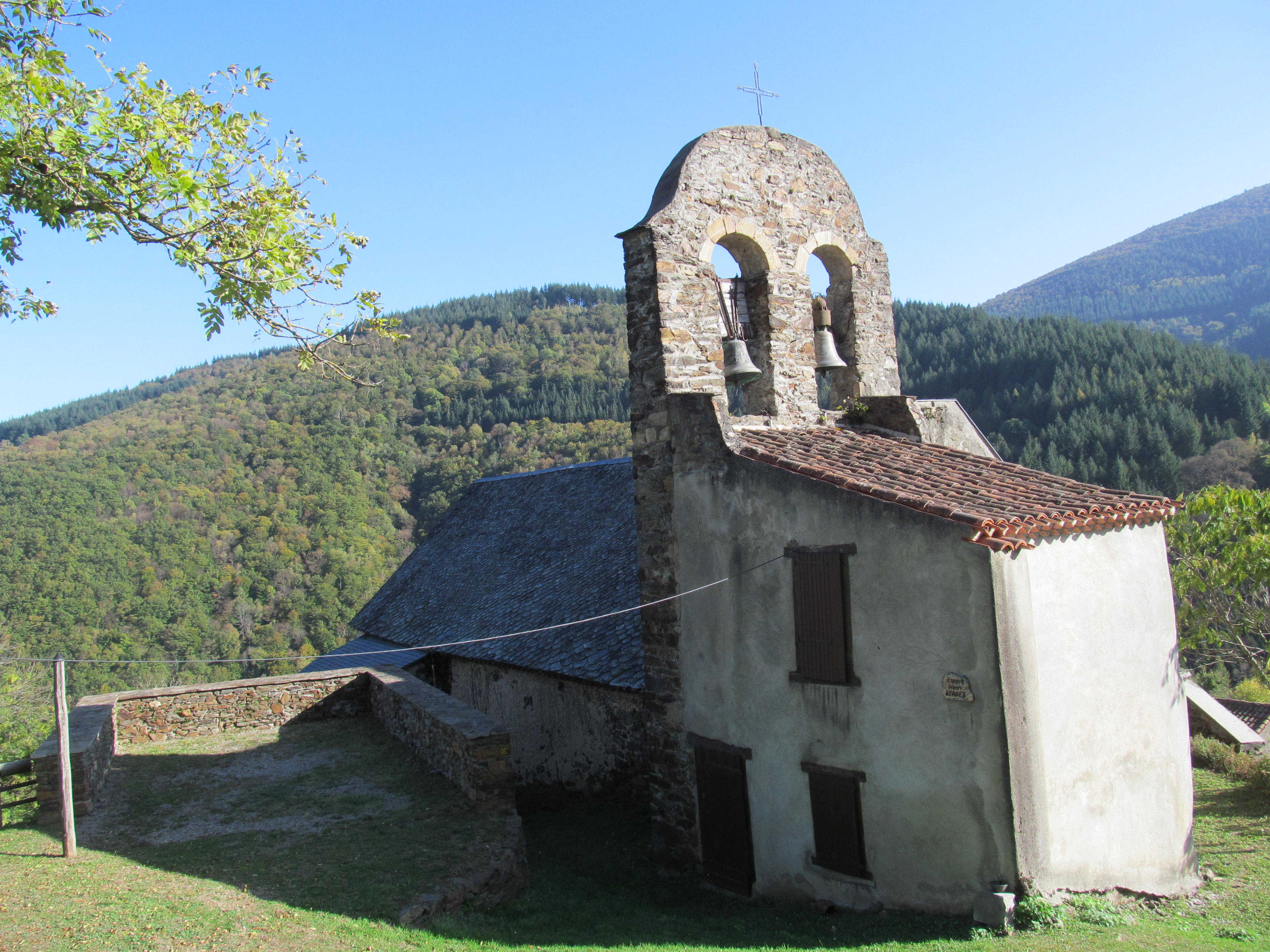
Kirche Saint-Joseph
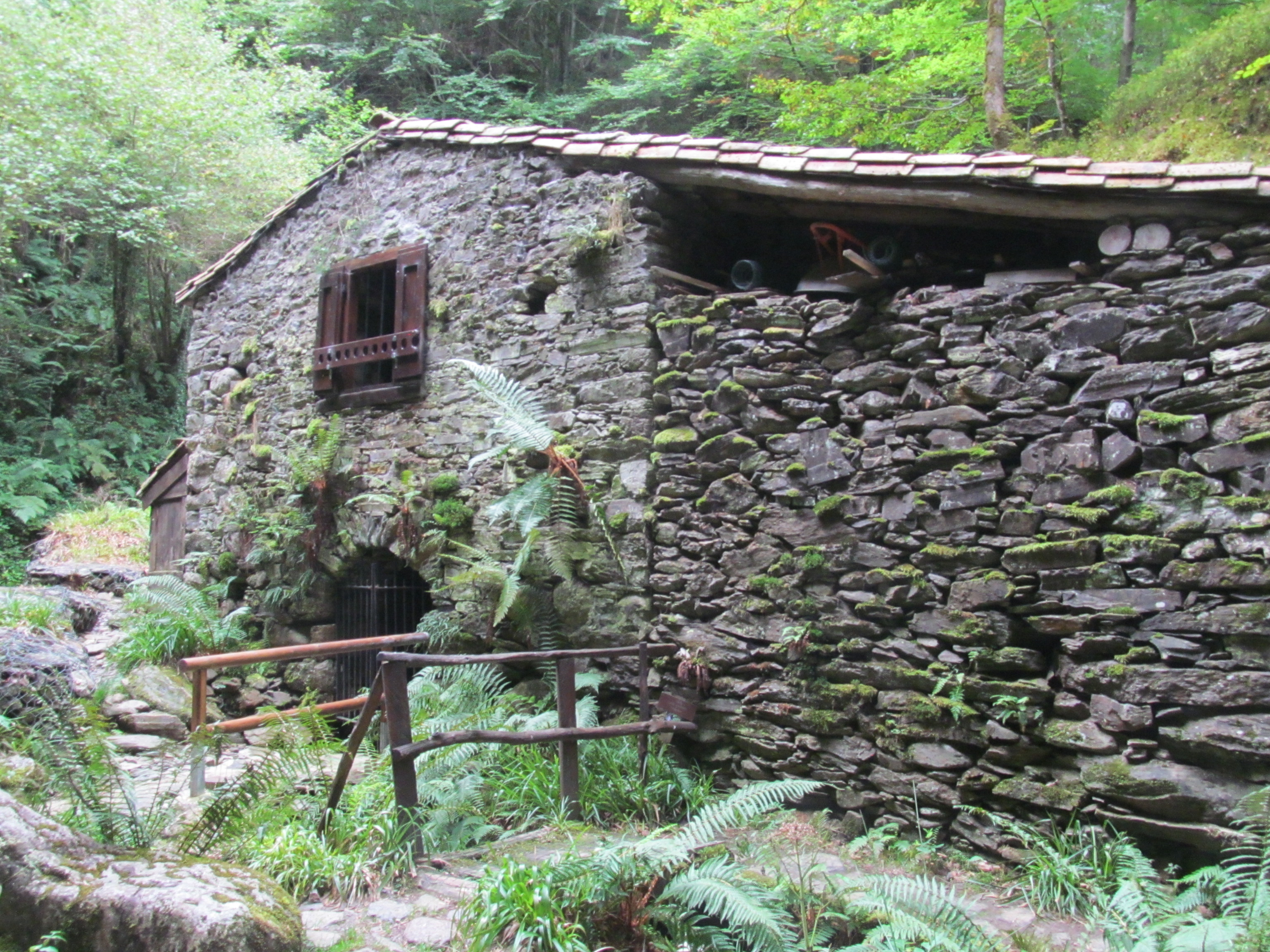
Wassermühle La Laurède